# Strömvallen
Lo Strömvallen è uno stadio di calcio situato a Gävle, in Svezia.
Il Gefle Idrottsförening ha giocato qui le proprie partite casalinghe dal 1923 all'aprile 2015, prima di trasferirsi in un nuovo impianto, il Gavlevallen.

## Dati tecnici
Lo stadio ha una capienza di 7 302 spettatori, così suddivisi:
- Tribuna Sud coperta: 1 629
- Tribuna Nord scoperta: 2 820
- Tribuna Est scoperta: 853
- Tribuna Ovest scoperta: 2 000